# هارون رحيم
هارون رحيم مواليد 12 نوفمبر 1949 في لاهور، البنجاب، هو لاعب كرة مضرب باكستاني سابق بدأ مسيرته كمحترف سنة 1968 وكان يلعب باليد اليمنى. أعلى تصنيف له كان المركز الـ 44.

## روابط خارجية
- هارون رحيم على موقع رابطة محترفي التنس (الإنجليزية)
- هارون رحيم على موقع الاتحاد الدولي لكرة المضرب (الإنجليزية)
- هارون رحيم على موقع كأس ديفيز (الإنجليزية)
- هارون رحيم على موقع خلاصة التنس.كوم (الإنجليزية)